# كردف (تشيلو)
كردف (بالفارسية: کردف) هي منطقة سكنية تقع في إيران في قسم تشيلو الريفي. يقدر عدد سكانها بـ 293 نسمة بحسب إحصاء 2016.